# Дайфам
Дайфам (ཌའི་ཕམ།, Daifam), также Джомоцангха — город на востоке Бутана недалеко от границы с Индией, около точки, где смыкаются Бутан, Ассам и Аруначал-Прадеш. Находится в дзонгкхаге Самдруп-Джонгкхар, в составе гевога Лаури. С ассамской соединён дорогой с городом Бхайрабкунда округа Удалгури, который теперь находится под юрисдикцией Бодоланда.
В этой точке сходятся несколько рек — Джампани из Бутана, Бхайраби из Аруначал-Прадеша, сливаясь, образуют реку Дханшири, основной приток Брахмапутры.
Дайфам воспринимается в Бутане как город, полностью отрезанный от страны и связанный с Индией. Дорога и автобусное сообщение с Самдруп-Джонгкхаром прерваны, добираться можно только через индийскую территорию. До центра гевога Лаури по бутанской территории нужно идти более двух дней.
В город заходят индийские военные. Местные жители занимаются изготовлением и продажей ликёра для индийских военных.
В этом районе реализуется совместный проект Бутана и Бодоланда, в котором бутанская сторона перекрывает дамбой притоки реки Дханшири для построения иригационной сети в Ассаме. Строительство сильно затянулось по причине трудности перекрытия бурной реки, а также нестабильности ситуации в Ассаме вплоть до терроризма. Тем не менее правительство Автономного Округа Бодоланда собирается обеспечить ирригацией площадь 41 683 га. Проект также должен обеспечить электричеством окрестную территорию к 2010 году.